# 5488 Kiyosato
5488 Kiyosato eller 1991 VK5 är en asteroid i huvudbältet som upptäcktes den 13 november 1991 av den japanska astronomen Satoru Otomo i Kiyosato. Den är uppkallad efter den japanska staden Kiyosato.
Asteroiden har en diameter på ungefär 18 kilometer och den tillhör asteroidgruppen Eos.